# Leonid Kolumbet
Leonid Fiódorovitx Kolumbet (en rus Леонид Фёдорович Колумбет) (Kíiv, 10 d'octubre de 1937 - 2 de maig de 1983) va ser un ciclista soviètic, d'origen ucrainès, que va córrer durant els anys 50 i 60 del segle xx.
Entre 1957 i 1959 va guanyar cinc campionats soviètics de ciclisme en pista. Va participar en dos Jocs Olímpics: els de 1960, a Roma, en què guanyà una medalla de bronze en la persecució per equips, junt a Víktor Romànov, Arnold Belgardt i Stanislav Moskvín; i els de 1964, a Tòquio, en què quedà eliminat en quarts de final en la mateixa prova. També guanyà dues medalles de bronze al Campionat del Món en pista, el 1962 i 1964.